# きまぐれプレジデント
きまぐれプレジデントは昭和の終わりから平成のはじめにかけて東海地方を中心に活動したアマチュア・ミュージシャン大橋知合による一人ユニット。ライブハウス等ではギターの弾き語りの演奏が多かったが、対バンのベース、ドラムに頼み込み、バンド編成で演奏するスタイル（それもパフォーマンスの一部）で知られていた。
代表曲：バージンナイト
| スタブアイコン | サブスタブ | この項目は、まだ閲覧者の調べものの参照としては役立たない、音楽関係者（バンド等）に関連した書きかけの項目です。この項目を加筆・訂正などしてくださる協力者を求めています（P:音楽/PJ:芸能人）。 |